# 吴仁璧
吴仁璧，《南漢書》作吳仁壁，字廷寶，五代十国蘇州人，一说是关西秦人。
吴仁璧在罗浮山学习星緯黄白家言。唐昭宗大順年间登進士第，后来入浙江。家貧，常佯狂在市中行乞，钱镠听说其名，待他以客禮，询问天象，吴仁璧推辭非己所知，想要征辟幕職，又写詩固辭。秦國太夫人去世，备禮請他写墓志銘，吴仁璧堅持不肯，钱镠大怒，将吴仁璧投於江中淹死。有詩一卷行世。之前，吴仁璧在廬山學道數年，道士说：“能學仙吗？”吴仁璧说出来自己的求名之志。道士说：“中第如同拾芥一样容易，但他年不要得罪英雄。”刘隐听说吴仁璧之死，派司礼丞宁昱设醮罗浮山。吴仁璧有女儿年十八岁，能作詩，精於天官之學，劝诫吴仁璧慎于出入。吴仁璧被捕，她哭着说：“文星失位，大人其不免乎！”不久，钱镠将她一起沉入東小江。